# Mučedníci z Pratulinu
Blahoslavení mučedníci z Pratulinu († 24. ledna 1874; též mučedníci z Podlesí) je skupina 13 řeckokatolických věřících, kteří byli postříleni dne 24. ledna 1874 ruskými vojsky cara Alexandra II. ve vesnici Pratulin. Byli blahořečeni papežem sv. Janem Pavlem II. v roce 1996.

## Seznam pratulinských mučedníků

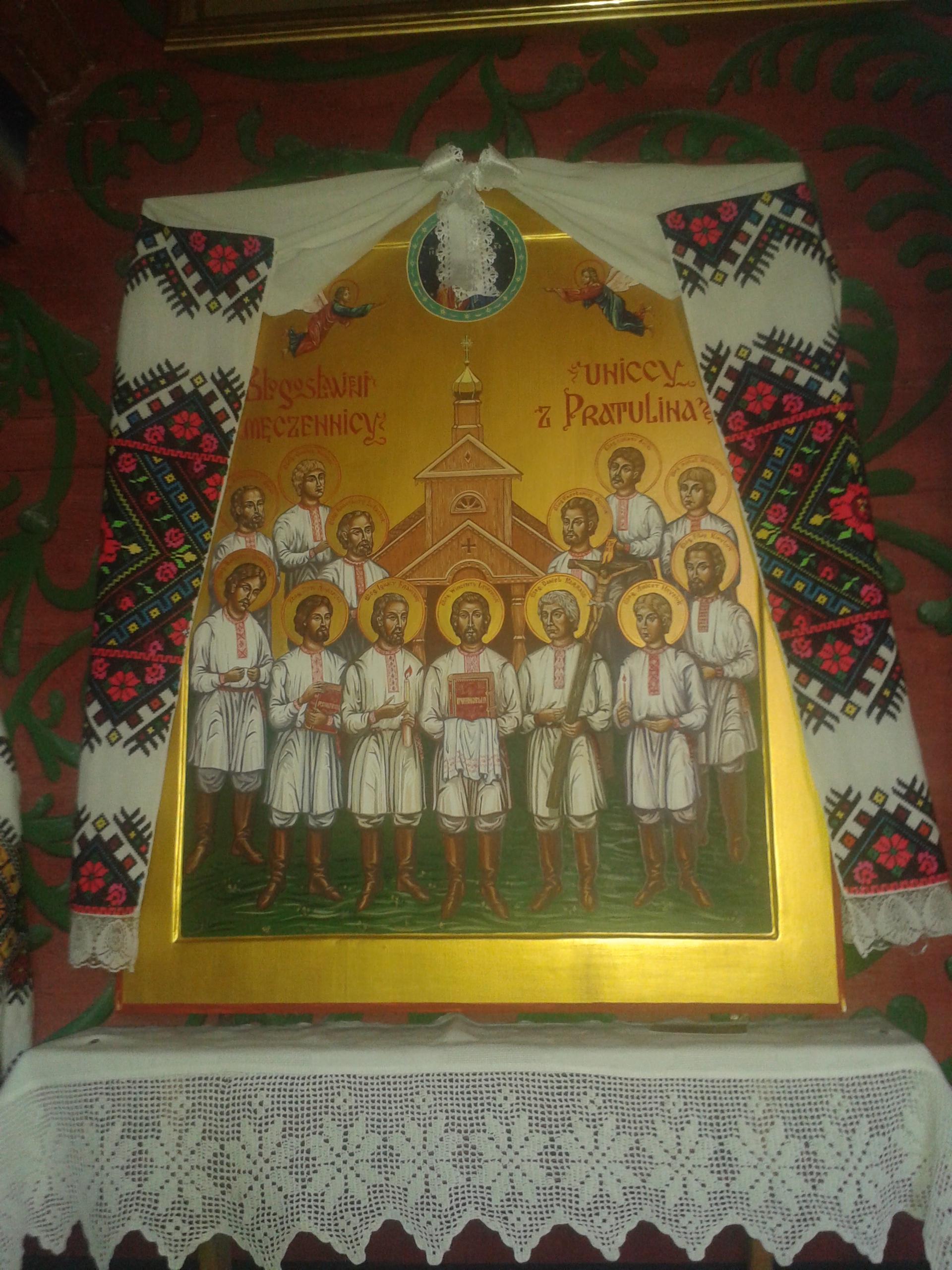
Ikona blahoslavených mučedníků z Pratulinu

Šlo o sedláky z malé vesnice Pratulin, kteří se po dobytí vesnice modlili před svým kostelem, který byl násilně převeden pravoslavné církvi. Ruské vojsko do nich vypálilo salvu, 13 z nich (ve věku od 19 do 50 let) bylo zabito nebo v krátká době zemřelo na následky těžkých zranění (dalších 180 vesničanů bylo zraněno a 80 uvězněno). Jejich tělesné pozůstatky byly v roce 1990 přeneseny z farního kostela v Pratulinu do řeckokatolického kostela ve vsi Kostomłoty, kde vznikla svatyně mučedníků podleských.
- Wincenty Lewoniuk – 25 let
- Daniel Karmasz – 48 let, ženatý
- Łukasz Bojko – 22 let
- Konstanty Bojko – 49 let
- Konstanty Łukaszuk – 45 let, ženatý, otec sedmi dětí
- Bartłomiej Osypiuk – 30 let, ženatý, otec rodiny
- Anicet Hryciuk – 19 let
- Filip Geryluk – 44 let, ženatý, otec rodiny
- Ignacy Frańczuk – 50 let
- Onufry Wasyluk – 21 let
- Maksym Hawryluk – 34 let, ženatý, zemřel na následky poranění břicha během střelby
- Jan Andrzejuk – 26 let, zemřel na následky těžkého zranění při střelbě
- Michał Wawrzyszuk – 21 let, zemřel na následky těžkého zranění při střelbě následujícího dne